# 유채
유채(油菜, rapeseed) 또는 평지는 배추과 두해살이풀의 하나이다. 아시아, 유럽, 뉴질랜드 등 세계적으로 널리 재배된다.

## 품종
종류에는 보통종과 서양종이 있으며 보통종은 지중해 연안에서 중앙아시아 고원 지대 원산으로, 꽃은 황색이고 종자는 적갈색이라 적종(赤種)이라고도 한다. 서양종은 스칸디나비아반도에서 시베리아 및 카프카스 지방에 걸친 지역이 원산지로, 꽃은 황색에 약간 녹색을 띠며 종자는 흑갈색이다. 서양종의 경우에는 드물지만 유전적 형질에 따라 하얀꽃이 피는 경우도 있다. 한국에서 재배되고 있는 것은 서양종이며 기름작물(유료작물)로서 본격적으로 재배한 것은 1960년대 초부터이다.
유채의 품종간에는 파성(播性)의 정도에 차이가 있는데, 한국에서 재배되고 있는 서양종은 맥류와는 달리 감광성이 약하고 감온성의 차이에 의해서 파성 정도가 달라진다. 유채는 수확량이 많고 품질이 좋으며 조생·내한·내습성이 강한 것이 우량 품종이다. 현재 널리 재배되고 있는 품종은 아사히·유달·목포11호·용당 등이 있다.

## 생태

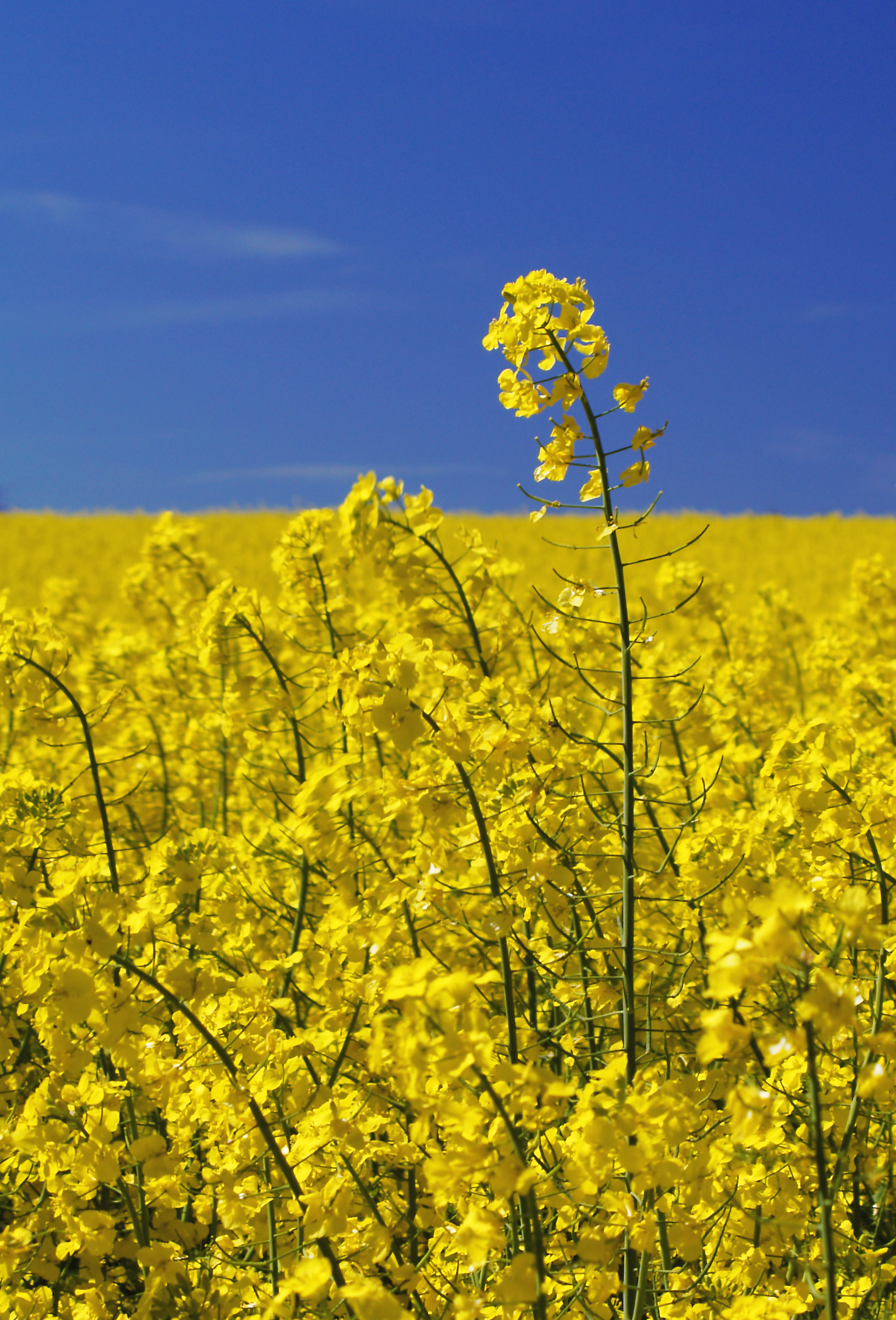

줄기는 높이 80~130센티미터이고 표면은 매끄러우며 녹색이다. 잎은 피침형이고 끝이 둔하다. 아래쪽 줄기잎은 긴 잎자루를 가지며 잎가장자리는 깊게 갈라지고, 위쪽 줄기잎은 잎자루가 없으며 줄기를 둘러싸고 그 끝은 가늘다. 서양종의 잎은 두껍고 혁질이며, 표면에 납질물이 있고, 보통종은 담녹색이고 잎살이 비혁질이며 납질물이 없다. 줄기에는 보통 30~50개의 잎이 붙는다. 꽃은 총상꽃차례로 피며 가지 끝에 달린다. 약 10센티미터 길이의 꽃자루를 가진 홑꽃이 핀다. 꽃잎·꽃받침은 각각 4개 갈라져 있으며 수술 6개, 암술 1개, 4개의 꿀샘으로 이루어져 있다. 꼬투리는 길이 8센티미터 가량의 원통형으로 중앙에는 봉합선이 있으며 완숙하면 봉합선이 갈라져서 종자가 떨어진다.

## 쓰임새
유채꽃은 밀원식물로서 식용유로 콩기름 다음으로 많이 소비되고 있다. 종자에서 분리한 지방유를 유채기름 또는 채종유(카놀라오일)라 하며, 엔진 윤활유, 바이오디젤, 연고기제·유성주사의 용제 및 식용으로 널리 쓰인다.
유채기름에는 글루코시노레이트 성분 때문에 불쾌한 쓴 맛과 독성이 있고 지방의 상당 부분이 인체에 유해할 수 있는 에루스산(erucic acid)으로 이루어져 있어 바로 식용으로 사용할 수가 없으므로 과거에는 주로 공업용으로 한정해서 사용해 왔다. 이런 유해 성분을 일정 수준으로 제거하거나 처음부터 유전자 조작을 통해서 유해 성분의 함량을 줄인 유채로부터 얻은 유채기름은 식용이 가능하고 이런 식용 유채기름은 카놀라 기름이라는 마케팅 용어로 판매되기도 한다. 유채기름을 가리키는 영어의 rapeseed oil이라는 단어가 어원상 아무 상관이 없지만 부정적인 rape(강간)라는 단어를 연상시키고 과거의 공업용 기름이라는 이미지에서 벗어나기 위해서 캐나다 유채 학회에서 캐나다의 Can과 ola를 합성해서 카놀라라는 이름을 만들었다. 특히 유전적으로 인체에 무해한 유채기름을 생산하는 유채의 한 품종을 카놀라라고 한다.

## 사진

꽃
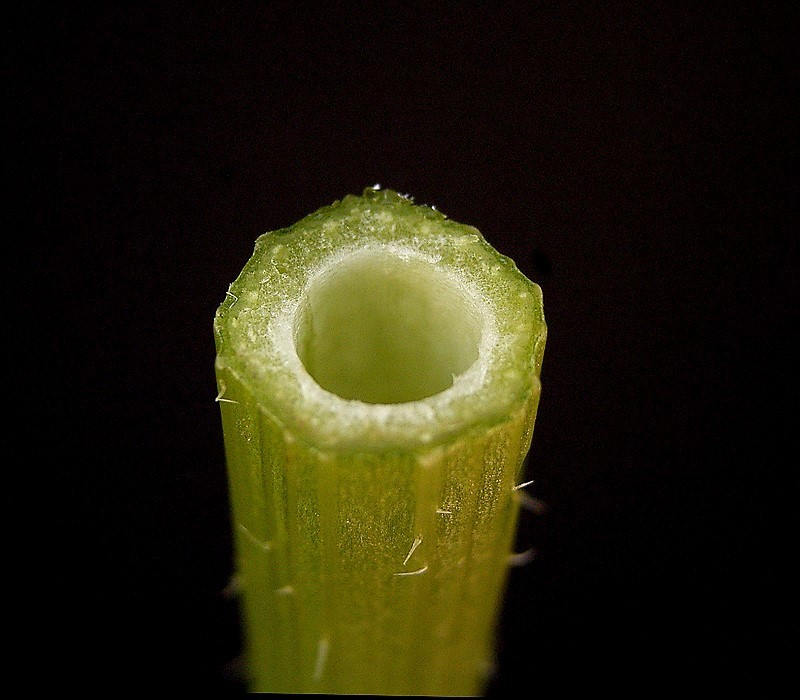
줄기
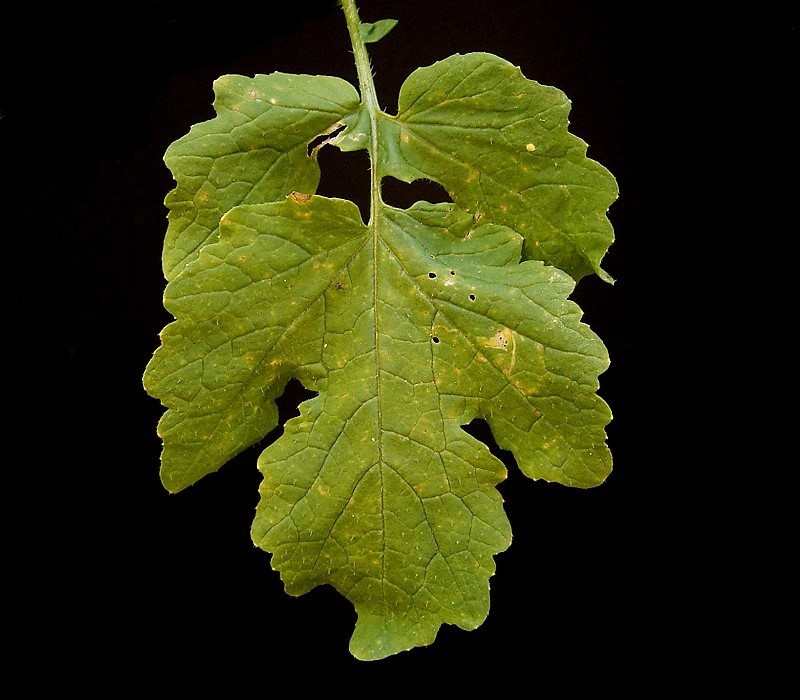
잎
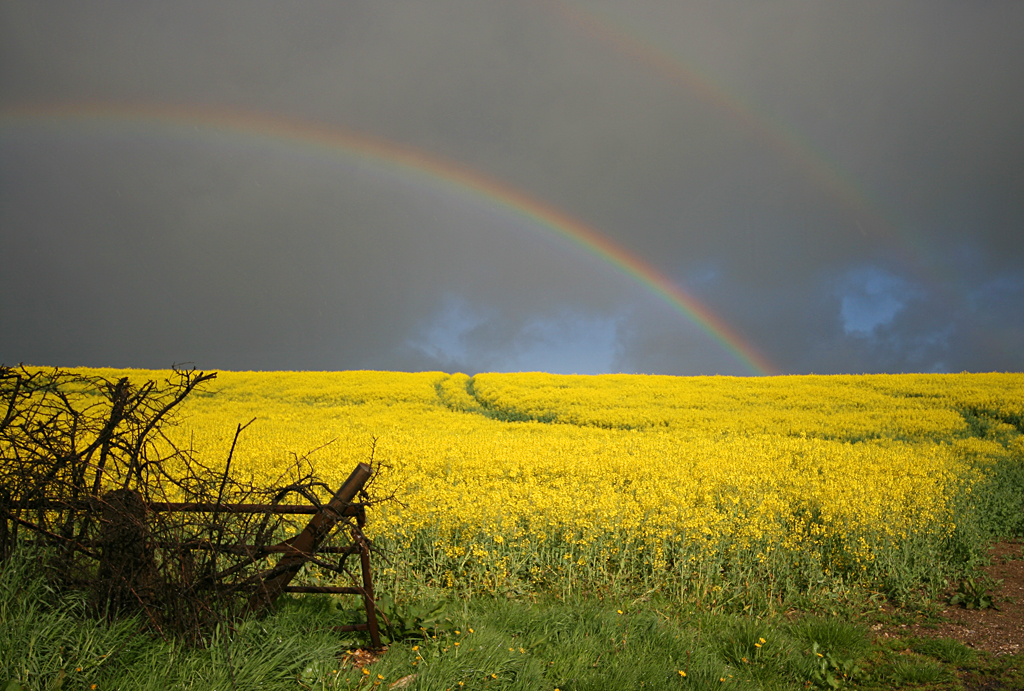
유채밭
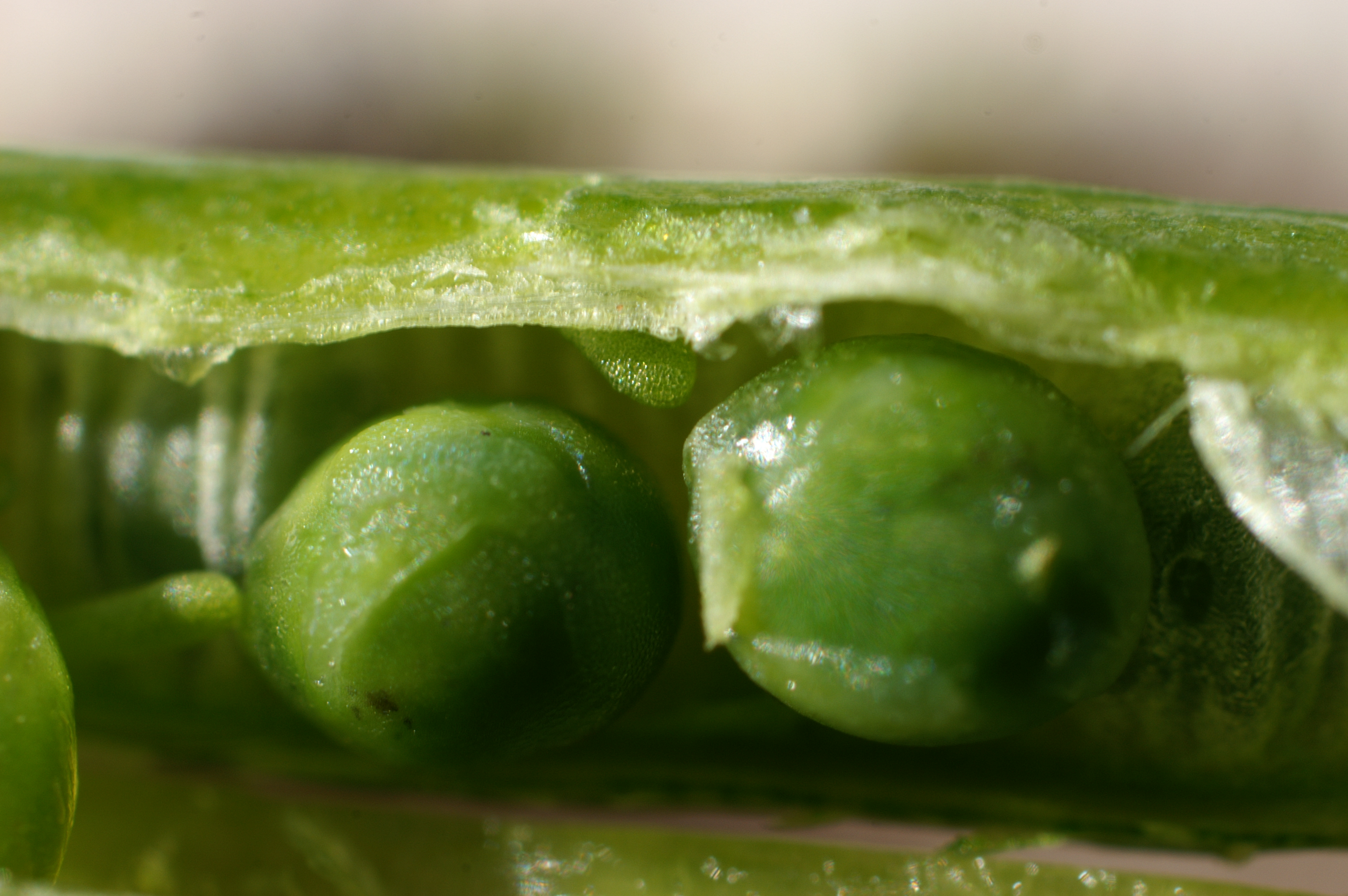
열매와 씨
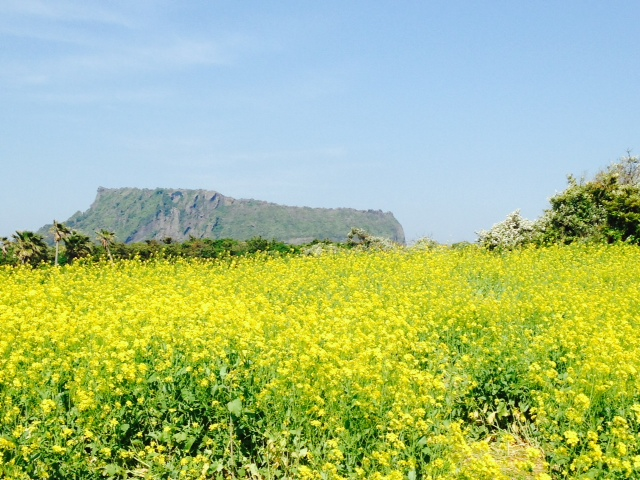
제주도 유채꽃밭
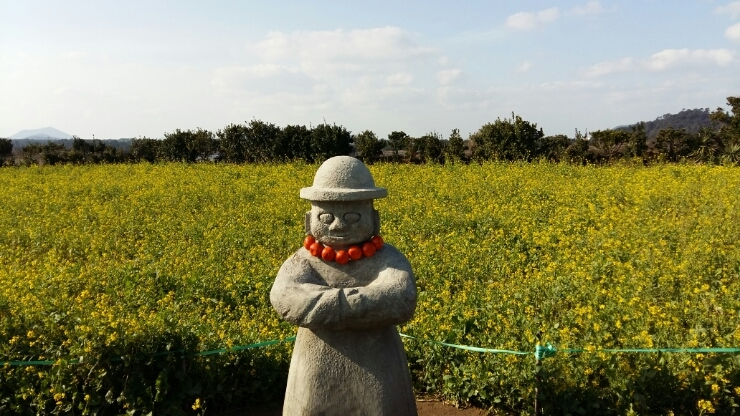
돌하르방과 유채밭

## 같이 보기
- 우장춘의 삼각형

## 참고 문헌
- 이 문서에는 다음커뮤니케이션(현 카카오)에서 GFDL 또는 CC-SA 라이선스로 배포한 글로벌 세계대백과사전의 내용을 기초로 작성된 글이 포함되어 있습니다.